# San Gregorio Magno
San Gregorio Magno község (comune) Olaszország Campania régiójában, Salerno megyében.

## Fekvése
A megye északkeleti részén fekszik. Határai: Buccino, Colliano, Muro Lucano, Ricigliano és Romagnano al Monte.

## Története
Első említése a 12. századból származik. A következő századokban nemesi birtok volt. A 19. században nyerte el önállóságát, amikor a Nápolyi Királyságban felszámolták a feudalizmust.

## Népessége
A népesség számának alakulása:

## Főbb látnivalói
- Palazzo Mecce
- Palazzo Mele
- Palazzo Tozzi
- San Gregorio Magno-templom